# ته‌بک
ته‌بک (به کره‌ای: 태백) (به انگلیسی: Taebaek) یک شهر و واحد تقسیماتی در شمال‌شرق کره جنوبی (شرق شبه‌جزیره کره) است که در منطقهٔ کوهستانی میان «رشته‌کوه‌های ته‌بِک»، و در تابعیت استان گانگوون قرار دارد.
ته‌بک ۳۰۳٫۴۵ کیلومتر مربع مساحت و ۳۷٬۶۴۲ نفر جمعیت دارد.

## خواهرخوانده
شهرهای هه‌لونگ/هواریونگ، باگیو، سوژوو، Gao'an و چانگچون خواهرخوانده‌های ته‌بک هستند.

## تاریخ
آوریل سال ۱۹۱۴ میلادی، در تابعیت شهرستان سامچوک، ۹ قصبه قرار داشت؛ منجمله «قصبهٔ سانگ‌جانگ» [상장면].
پس از استقلال کره از ژاپن در سپتامبر سال ۱۹۴۵ میلادی، این کشور به دو نیمه تقسیم شد. مرز بین دو کره در آن زمان، مدار ۳۸ درجه شمالی در نظر گرفته شده بود. این مدار از میان استان (تاریخی) گانگوون عبور می‌کند. در نتیجه استان گانگوون به نیمهٔ شمالی و نیمهٔ جنوبی تقسیم شد. با این وجود، تمامی اراضی شهرستان سامچوک (و منجمله  «قصبهٔ سانگ‌جانگ» [상장면]) در جنوب این مدار قرار گرفتند، و در تبعیت استان (جنوبی) گانگوون قرار گرفت.
در ژانویه سال ۱۹۶۰ میلادی، قصبهٔ «سانگ‌جانگ» به شهرک ارتقاء یافت و نام آن به «جانگ‌سونگ» [장성읍] تغییر کرد.
در‌ ژوئیه سال ۱۹۷۳ میلادی،  با جدائی بخشی از اراضی شهرک «جانگ‌سونگ»، شهرک جدید «هوانگجی»‌ [황지읍] تأسیس شد.
در ژوئیه ۱۹۸۱ میلادی، دو شهرک «جانگ‌سونگ» و «هوانگجی»‌ از شهرستان سامچوک جدا شده، منحل شده، و با ادغام اراضی آن‌ها، و شهر ته‌بک («شهر در سطح شهرستان») تأسیس شد.
در آن تاریخ، از روستاهای تابعهٔ این دو شهرک منحل شده، ۱۵ ناحیه در تابعیت این شهر جدید تأسیس شد. این نواحی عبارت بودند از:
1. ناحیهٔ «جانگ‌سونگ» [장성동]، از ارتقاء روستای «جانگ‌سونگ» [장성리] (بخشی از منطقهٔ شهری شهرک منحل شدهٔ «جانگ‌سونگ»)
2. ناحیهٔ «چورام ۱ام» [철암1동]، از اراضی بالادستی روستای «چورام» [철암리]
3. ناحیهٔ «چورام ۲ام» [철암2동]، از اراضی پایین‌دستی روستای «چورام» [철암리]
4. ناحیهٔ «دونگجوم»  [동점동]، از ارتقاء روستای «دونگجوم» [동점리] (سابقا در شهرک «هوانگجی »)
5. ناحیهٔ «سانگ‌جانگ» [상장동]، از ادغام روستاهای «سانگ‌جانگ» [상장리] و «گوم‌چون» [금천리] (این دو روستا بخشی از منطقهٔ شهری اصلی شهرک منحل شدهٔ «جانگ‌سونگ» را تشکیل می دادند.)
6. ناحیهٔ «سودو»  [소도동]، از بخشی از اراضی روستای «سودو» [소도리] (سابقا در شهرک «هوانگجی»)
7. ناحیهٔ «گیه‌سان»  [계산동]، از ارتقاء روستای «گیه‌سان» [계산리] (سابقا در شهرک «جانگ‌سونگ»)
8. ناحیهٔ «مون‌گوک»  [문곡동]، از ارتقاء روستای «مون‌گوک» [동점리] (سابقا در شهرک «هوانگجی»)
9. ناحیهٔ «هواجون ۱ام» [화전1동]، از اراضی بالادستی روستای «هواجون» [화전리]
10. ناحیهٔ «هواجون ۲ام» [화전2동]، از اراضی پایین‌دستی روستای «هواجون» [화전리]
11. ناحیهٔ «هواگوانگ» [화광동]، از ارتقاء روستای «هواگوانگ» [화광리] (سابقا در شهرک «جانگ‌سونگ»)
12. ناحیهٔ «هوانگجی ۱ام» [황지1동]، از ادغام روستای «جوک‌گاک» [적각리] و بخش‌هایی از روستای «هوانگجی» [적각리] (منطقهٔ شهری اصلی شهرک منحل شدهٔ «هوانگجی»‌)
13. ناحیهٔ «هوانگجی ۲ام» [황지2동]، از ادغام بقیهٔ اراضی روستای «هوانگجی» [적각리] (منطقهٔ شهری اصلی شهرک منحل شدهٔ «هوانگجی»‌) و بخشی از روستای «سودو» [소도리]
14. ناحیهٔ «هوانگجی ۳ام» [황지3동]، از ادغام روستای «هیول» [관할] و بخش‌هایی از روستاهای «چانگجوک» [창죽리] و «هواجون» [화전리]
15. ناحیهٔ «یونهوا»  [연화동]، از ارتقاء روستای «یونهوا» [연화리] (سابقا در شهرک «هوانگجی »)

در دسامبر ۱۹۹۴، ۵ روستا از قصبهٔ «هاجانگ» [하장면] در شهرستان سامچوک جدا شده و به «شهر ته‌بک» پیوستند. این روستاها شامل جوتان [조탄리]، سامی علیا (سانگ‌سامی) [상사미리]، سامی سفلی ۱ام (هاسامی-ایل) [하사미 1리]، سامی سفلی ۲ام (هاسامی-ای) [하사미 2리]، وون‌دونگ [원동리].
این روستاها منحل شده و اراضی آن‌ها، ناحیهٔ جدیدی به نام «ساجو» [사조동] را تشکیل دادند. تعداد نواحی تابعهٔ ته‌بک به ۱۶ عدد رسید.
در سپتامبر سال ۱۹۹۸، ته‌بک شاهد اصلاحات واحدهای تقسیماتی عمده‌ای بود. در این اصلاحات، ۱۶ ناحیهٔ موجود منحل شده و تغییر یافته، و تعداد نواحی جدید تابعهٔ ته‌بک به ۸ عدد کاهش یافت. این نواحی جدید شامل:
1. ناحیهٔ «جانگ‌سونگ» [장성동]، از نواحی سابق «گیه‌سان» و «هواگوانگ»
2. ناحیهٔ «چورام» [철암동]، از نواحی سابق «چورام ۱ام» و «چورام ۲ام»
3. ناحیهٔ «سامسو» [삼수동]، از نواحی سابق «ساجو»، «هواجون ۱ام»، «هواجون ۲ام»، «هوانگجی ۳ام»
4. ناحیهٔ «سانگ‌جانگ» [상장동] بدون تغییر
5. ناحیهٔ «گومون‌سو» [구문소동]، از نواحی سابق «دونگجوم» و «جانگ‌سونگ»
6. ناحیهٔ «مون‌گوک-سودو» [문곡소도동]، از ادغام دو ناحیهٔ سابق «سودو» و «مون‌گوک»
7. ناحیهٔ «هوانگجی» [황지동]، از ناحیهٔ سابق «هوانگجی ۱ام»
8. ناحیهٔ «هوانگیون» [황연동]، از نواحی سابق «هوانگجی ۲ام» و «یونهوا»

## تقسیمات اداری
شهر ته‌بک به ۸ ناحیهٔ تابعه تقسیم شده است. (البته که در تابعیت ته‌بک، ۱۷ ناحیهٔ مدیریت شهری نیز وجود دارد که مرزهای آن، با نواحی تقسیمات اداری انطباق ندارد.)‌
|                   |                |            |                               |                               |                      |            |        |  |  |  |
| نام               | کره‌ای (هانگول) | هانجا      | برگردان لاتین (نظام اصلاح‌شده) | برگردان لاتین (مک‌کیون–ریشاور) | مساحت (کیلومتر مربع) | جمعیت-۲۰۲۵ | خانوار |  |  |  |
| ناحیه جانگ‌سونگ    | 장성동         | 長省洞     | Jangseong-dong                | Changsŏng-dong                | ۱۱٫۸۴                | ۳٬۰۴۴      | ۱٬۷۸۰  |  |  |  |
| ناحیه چورام       | 철암동         | 鐵岩洞     | Cheoram-dong                  | Ch'ŏram-dong                  | ۲۱٫۱۱                | ۱٬۷۰۱      | ۱٬۱۳۱  |  |  |  |
| ناحیه سامسو       | 삼수동         | 三水洞     | Samsu-dong                    | Samsu-dong                    | ۱۱۳٫۹۱               | ۴٬۸۷۲      | ۲٬۶۱۴  |  |  |  |
| ناحیه سانگ‌جانگ    | 상장동         | 上長洞     | Sangjang-dong                 | Sangjang-dong                 | ۹٫۷۴                 | ۱۱٬۳۴۴     | ۵٬۵۰۴  |  |  |  |
| ناحیه گومون‌سو     | 구문소동       | 求文沼洞   | Gumunso-dong                  | Kumunso-dong                  | ۲۷٫۵۱                | ۲٬۱۰۹      | ۱٬۳۵۹  |  |  |  |
| ناحیه مون‌گوک-سودو | 문곡소도동     | 文曲所道洞 | Mungok-sodo-dong              | Mun'gok-sodo-dong             | ۷۱٫۸۳                | ۳٬۲۶۴      | ۱٬۸۷۲  |  |  |  |
| ناحیه هوانگجی     | 황지동         | 黃池洞     | Hwangji-dong                  | Hwangji-dong                  | ۸٫۷۵                 | ۷٬۶۱۴      | ۳٬۸۰۸  |  |  |  |
| ناحیه هوانگیون    | 황연동         | 黃蓮洞     | Hwangyeon-dong                | Hwangyŏn-dong                 | ۳۸٫۷۵                | ۳٬۶۹۴      | ۲٬۱۷۰  |  |  |  |